# Cullen, Skottland
Cullen är en ort i Storbritannien. Den ligger i kommunen Moray och riksdelen Skottland, i den norra delen av landet, 700 km norr om huvudstaden London. Cullen ligger 41 meter över havet och antalet invånare är 1 283.
Terrängen runt Cullen är varierad. Havet är nära Cullen norrut. Runt Cullen är det ganska glesbefolkat, med 36 invånare per kvadratkilometer. Närmaste större samhälle är Buckie, 8,7 km väster om Cullen. I omgivningarna runt Cullen växer i huvudsak blandskog.
Klimatet i området är tempererat. Årsmedeltemperaturen i trakten är 5 °C. Den varmaste månaden är juli, då medeltemperaturen är 12 °C, och den kallaste är december, med −2 °C.